# Daniel Rinkert
Daniel Rinkert (* 11. Dezember 1987 in Grevenbroich) ist ein deutscher Politiker (SPD). Er ist seit September 2022 Mitglied des Bundestages.

## Leben und Beruf
Rinkert wuchs als einer von drei Brüdern in Grevenbroich-Neurath auf. Er erwarb im Jahr 2004 die Fachoberschulreife an der Realschule Bergheimer Straße Grevenbroich. Im Jahr 2007 machte er sein Abitur am Pascal-Gymnasium Grevenbroich. Anschließend leistete er Zivildienst. In den Jahren 2008 bis 2009 studierte er Deutsch und katholische Religionslehre im Rahmen eines Lehramtsstudiums an der RWTH Aachen. Von 2009 bis 2010 studierte er Politikwissenschaft an der Universität Duisburg-Essen. 2010 begann er ein Studium der Rechtswissenschaft an der Universität zu Köln, das er 2015 als Diplom-Jurist abschloss. In den Jahren 2015 bis 2017 war er Referendar am Landgericht Aachen. Von 2015 bis 2017 war er außerdem als wissenschaftlicher Mitarbeiter in einer Anwaltskanzlei in Bochum tätig. In den Jahren 2018 bis 2021 war er wissenschaftlicher Mitarbeiter und Büroleiter im Landtag Nordrhein-Westfalen. Ab 2021 bis zu seinem Einzug in den Bundestag 2022 war er Leiter der Region West beim Verband der Elektrotechnik, Elektronik und Informationstechnik.

## Politische Tätigkeiten
Rinkert trat im Jahr 2003 in die SPD ein. 2009 wurde er Mitglied im Rat der Stadt Grevenbroich und Sachkundiger Bürger der SPD-Kreistagsfraktion Rhein-Kreis Neuss. In den Jahren 2009 bis 2015 war er Vorsitzender des SPD-Stadtverbandes Grevenbroich.
Rinkert kandidierte bei der Bundestagswahl 2021 im Bundestagswahlkreis Neuss I und musste sich mit 32,0 % der Erststimmen Hermann Gröhe von der CDU (35,8 %) geschlagen geben. Er rückte am 30. September 2022 für den verstorbenen Rainer Keller in den Bundestag nach. Bei der Bundestagswahl 2025 wurde Daniel Rinkert über die Landesliste der NRW-SPD (Platz 7) erneut in den Deutschen Bundestag gewählt. Im Wahlkreis erhielt er 27,1 % und verlor gegen Carl-Philipp Sassenrath. Anfang Juni wurde Rinkert in den erweiterten Fraktionsvorstand der SPD-Bundestagsfraktion gewählt.